# Rathaus Eisenhüttenstadt

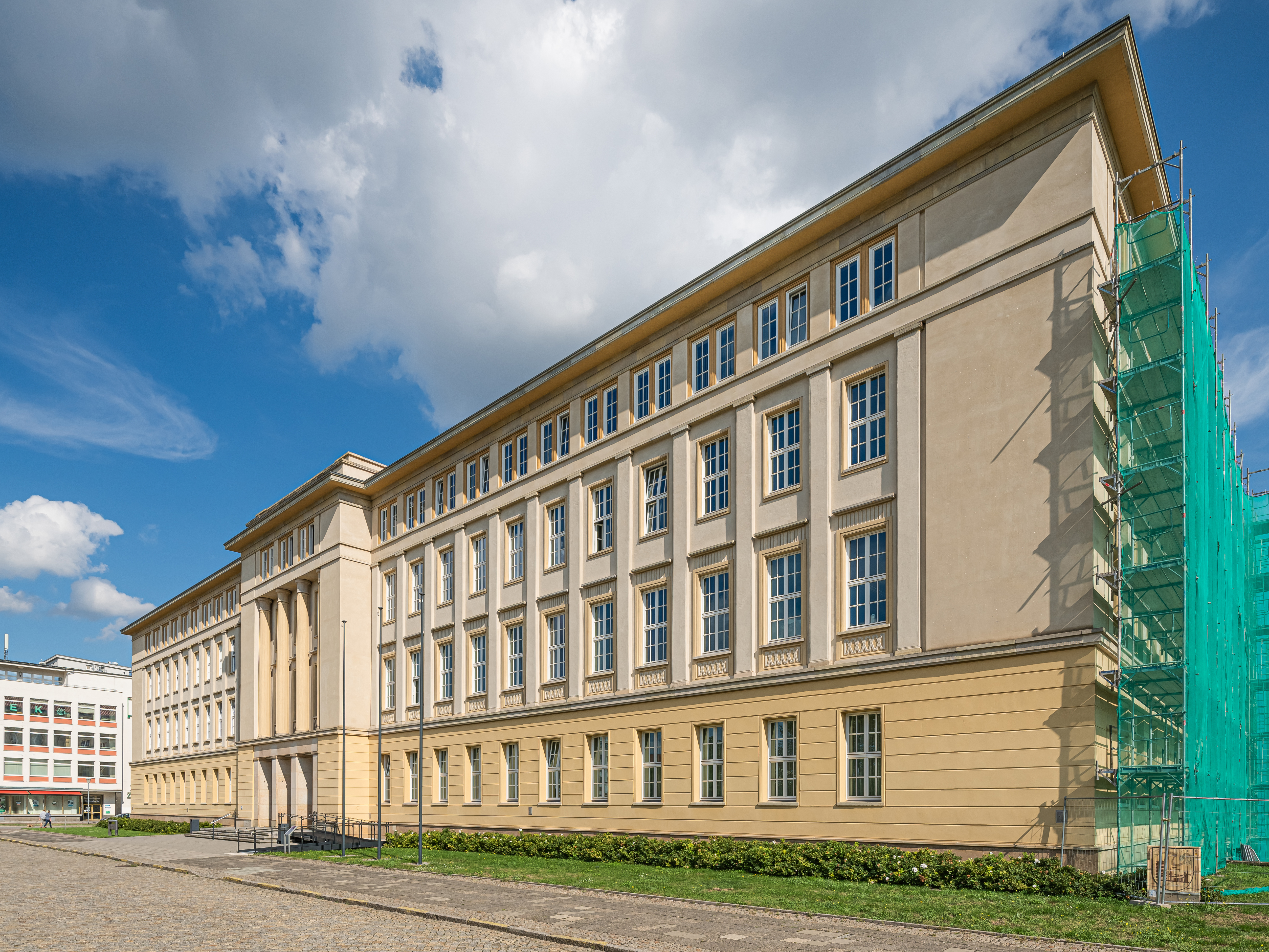
Rathaus Eisenhüttenstadt

Das Rathaus Eisenhüttenstadt ist das Rathaus der deutschen Stadt Eisenhüttenstadt.

## Lage und Architektur
Das Gebäude befindet sich im Zentrum der Stadt an der Ostseite des Zentralen Platzes. Das heute als Sitz der Verwaltung Eisenhüttenstadts genutzte Bauwerk ist ein dreigeschossiger verputzter Massivbau, den ein Walmdach abschließt.

## Geschichte
Das Rathaus wurde 1953–55 im Rahmen des Baus von Stalinstadt errichtet und hieß ursprünglich „Haus der Parteien und Massenorganisationen“. Es war Teil eines umfangreichen Plans: Da im Kommunismus Religion verunglimpft wurde, gab es keine Kirchen als markante Bauten/Türme. Da die Regierung markante Bauten jedoch als notwendig erachtete, wurden mehrere Monumentalbauten geplant, von denen jedoch nur das Rathaus verwirklicht wurde.